# Jari Grönstrand
Jari V. Grönstrand (Finnország, Tampere, 1962. november 4. –) finn profi jégkorongozó.

## Karrier
Komolyabb junior karrierjét a finn junior ligában kezdte a Tappara Tampere Jr. csapatában 1979–1980-ban. Itt 1982–1983-ig játszott és szezon közben felkerült a felnőtt csapatba a Tappara Tamperebe és 1985–1986-ig a felnőtt csapatnál maradt. Az 1986-os NHL-drafton a Minnesota North Stars választotta ki az 5. kör 96. helyén. Az 1986–1987-es szezont a North Starsszal töltötte. A következő idényben a New York Rangershöz került majd onnan a szezon során a farmcsapathoz a Colorado Rangershöz. Közben a nemzeti válogatott színeiben szerepelt az 1987-es Kanada-kupán. 1988–1989-ben átkerült a Québec Nordiques csapatába de tovább is küldték az AHL-es Halifax Citadelsbe. A következő idényben játszott a Nordiquesben, a Citadels és elcserélték a New York Islandershez majd egy meccset még játszott az AHL-es Springfield Indiansban. 1990–1991-ben a Capital District Islandersben játszott de három mérkőzést játszott a New York Islandersben. 1991–1994 között hazája pontversenyében szerepelt a volt nevelőcsapatában. 1994–1995-ben a német bajnokságban játszott. 1995–1999 között a francia ligában játszott majd visszavonult.
2006 óta a Toronto Maple Leafs játékos megfigyelője Európában.

## Díjai
- Finn Első All-Star Csapat: 1986
- Finn bajnok: 1984, 1986